# Körtelbuk
Körtelbuk, eller "förkylning i magen" är lekmannauttryck för diagnosen mesenteriell lymfadenit och är en differentialdiagnos vid akut buksmärta med feber. Sjukdomen drabbar framförallt barn upp till 12 år, men kan även förekomma hos vuxna. Orsaken till körtelbuk är oftast en viral infektion, oftast adeno-virus, som skapar en inflammation i lymfkörtlarna i bukhålan i området kring övergången mellan tunntarm och tjocktarm (blindtarmsområdet) på höger sida buken. Symptomen liknar till mångt och mycket de vid blindtarmsinflammation (appendicit) och rent kliniskt kan de vara mycket svåra att skilja åt, ofta behövs blodanalyser och eventuellt radiologiska (ultraljud eller datortomografi) undersökningar för att utesluta blindtarmsinflammatíon. Det finns dock en del tecken som skiljer de båda sjukdomarna åt.

## Symtom
Symtomen hos barn med körtelbuk är feber och buksmärta, oftast förlagd nertill, höger i buken. Graden av smärta kan variera mycket mellan olika personer, både på grund av individuella skillnader var lymfkörtlarna sitter, hur nära bukhinnan de är belägna och hur pass svullna och inflammerade de är. Smärtan är oftast ihållande, men kan också ha inslag av intervallkaraktär, ifall lymfkörtlarna ligger an mot tjocktarmen. Intervallen kommer då i samband med tarmrörelser, i intervaller om 10-30 minuter. Det gör ofta ont att ta på magens nedre, högra del och en del barn kan få svårt att gå på grund av smärta. 
Febern är ofta hög, närmare 39-40 grader, och brukar börja samtidigt som buksmärtan.

## Skillnader mellan körtelbuk och blindtarmsinflammation
Vid körtelbuk brukar febern komma tidigt i förloppet och ofta vara relativt hög, medan den vid blindtarmsinflammation oftare kommer smygande och ligger mellan 38 och 39 grader. Med blodprover kan man se att de vita blodkropparna (LPK) är förhöjda i båda fallen men att andelen neutrofila, vita blodkroppar inte stiger lika mycket vid körtelbuk som vid blindtarmsinflammation.
Barn med körtelbuk kan ibland behöva stanna kvar på sjukhus för observation och utredning. Ifall blodprover ej är entydiga, behövs ibland ultraljud eller datortomografi.

## Behandling
Sjukdomen är oftast självbegränsande och läker oftast ut inom 5 dagar. Någon antibiotika behövs ej, men smärtlindring med paracetamol (tex Alvedon, Panodil, Pamol) och/eller ibuprofen (Ipren, Brufen) kan vara av värde, i samråd med läkare. Ofta är smärtan värst på tredje dagen för att därefter vända. En diffus ömhet kan kvarstå ytterligare en vecka efter att sjukdomen avklingat.
En del barn är såpass allmänpåverkade att de behöver sjukhusvård. Då är behandlingen intravenös vätska och paracetamol och/eller ibumetin.
Ofta blir barn med feber också förstoppade, som komplikation. Förstoppningen kan förvärra smärtbilden. Under sjukdomstiden kan det därför vara av värde att vara extra uppmärksam så att barnet bajsar dagligen.